# Slovanský ostrov (přírodní rezervace)
Slovanský ostrov je přírodní rezervace v bratislavské městské části Devín v okrese Bratislava IV v Bratislavském kraji. Území bylo vyhlášeno v roce 2009 a jeho rozloha je 34,38 hektaru. Předmětem ochrany jsou biotopy vrbovo-topolových lužních lesů a přirozených eutrofních až mezotrofních stojatých vod s plovoucí nebo ponořenou vegetací cévnatých rostlin.